# スポーティア山中
スポーティア山中（スポーティアやまなか）は、標高約1000m、富士山の裾野、山中湖畔にある財団法人東京大学運動会の管理する寮。「山中寮」（やまなかりょう）とも呼ばれる。保健体育寮「スポーティア」の一つである。

## 概要
1929年（昭和4年）に地元中野村（現山中湖村）の協力の下、東京帝国大学学生の勤労奉仕により建物が新築される。山中湖周辺は高地のため気候が冷涼であり、避暑地としての利用が盛んである。

## 所在地
- 〒401-0502　山梨県南都留郡山中湖村平野506-296

東京大学大学院農学生命科学研究科附属富士演習林内にある。

## アクセス
- 新宿駅東口高速バスターミナルから片道2000円130分、山中湖村役場前下車徒歩3分。

他のスポーティアと比較すると、東京からの交通の便が非常に良い。